# Liechtenstein na Zimowych Igrzyskach Olimpijskich 1992
Liechtenstein na Zimowych Igrzyskach Olimpijskich 1992 reprezentowało siedmioro zawodników.

## Kadra

### Narciarstwo alpejskie

#### Mężczyźni
| Zawodnik       | Konkurencja        | Konkurencja        | Konkurencja            | Konkurencja            | Konkurencja               | Konkurencja               | Konkurencja               | Konkurencja               | Konkurencja | Konkurencja | Konkurencja | Konkurencja |
| Zawodnik       | Zjazd              | Zjazd              | Supergigant            | Supergigant            | Slalom gigant             | Slalom gigant             | Slalom gigant             | Slalom gigant             | Kombinacja  | Kombinacja  | Kombinacja  | Kombinacja  |
| Zawodnik       | Czas               | Pozycja            | Czas                   | Pozycja                | Czas 1. przejazdu         | Czas 2. przejazdu         | Czas łączny               | Pozycje                   | Zjazd       | Slalom      | Punkty      | Pozycja     |
| -------------- | ------------------ | ------------------ | ---------------------- | ---------------------- | ------------------------- | ------------------------- | ------------------------- | ------------------------- | ----------- | ----------- | ----------- | ----------- |
| Markus Foser   | Nie ukończył biegu | Nie ukończył biegu |                        |                        |                           |                           |                           |                           | 1:49,12     | 1:59,58     | 146,89      | 29.         |
| Günther Marxer |                    |                    | 1:16,48                | 26.                    | 1:06,69                   | 1:04,46                   | 2:11,15                   | 15.                       |             |             |             |             |
| Marco Büchel   |                    |                    | 1:17,25                | 36.                    | Nie ukończył 1. przejazdu | Nie ukończył 1. przejazdu | Nie ukończył 1. przejazdu | Nie ukończył 1. przejazdu |             |             |             |             |
| Achim Vogt     |                    |                    | Nie ukończył przejazdu | Nie ukończył przejazdu | 1:08,68                   | 1:06,02                   | 2:14,70                   | 26.                       | 1:47,09     | 2:07,86     | 172,91      | 30.         |
| Daniel Vogt    |                    |                    | Nie ukończył przejazdu | Nie ukończył przejazdu | Nie ukończył 1. przejazdu | Nie ukończył 1. przejazdu | Nie ukończył 1. przejazdu | Nie ukończył 1. przejazdu | 1:48,97     | 1:53,83     | 112,92      | 24.         |

#### Kobiety
| Zawodniczka          | Konkurencja | Konkurencja | Konkurencja                | Konkurencja                | Konkurencja                | Konkurencja                | Konkurencja | Konkurencja | Konkurencja | Konkurencja |
| Zawodniczka          | Supergigant | Supergigant | Slalom gigant              | Slalom gigant              | Slalom gigant              | Slalom gigant              | Kombinacja  | Kombinacja  | Kombinacja  | Kombinacja  |
| Zawodniczka          | Czas        | Pozycja     | Czas 1. przejazdu          | Czas 2. przejazdu          | Czas łączny                | Pozycja                    | Zjazd       | Slalom      | Punkty      | Pozycja     |
| -------------------- | ----------- | ----------- | -------------------------- | -------------------------- | -------------------------- | -------------------------- | ----------- | ----------- | ----------- | ----------- |
| Birgit Heeb-Batliner | 1:27,22     | 30.         | Nie ukończyła 1. przejazdu | Nie ukończyła 1. przejazdu | Nie ukończyła 1. przejazdu | Nie ukończyła 1. przejazdu | 1:28,90     | 1:24,62     | 164,25      | 20.         |

### Biegi narciarskie

#### Mężczyźni
| Zawodnik      | Konkurencja   | czas      | Pozycja |
| ------------- | ------------- | --------- | ------- |
| Markus Hasler | Bieg na 10 km | 31:27,0   | 45.     |
| Markus Hasler | Bieg na 30 km | 1:31:03,3 | 43.     |
| Markus Hasler | Bieg łączony  | 43:10,6   | 36.     |